# 차도선
차도선(車道善, 1863년 음력 1월 29일 ~ 1939년 양력 2월 8일)은 대한제국 군인 출신의 의병장으로, 대한민국의 독립유공자이다.

## 생애
함경남도 갑산군 출신이다. 대한제국 진위대에서 복무하다가 대한제국 군대 해산 직후인 1907년 8월에 함경남도에서 의병을 일으켰다. 이 지역에서는 홍범도가 포수들을 모아 의병을 일으켰고, 의병장 태양욱도 있어 함께 의병 부대를 구성하였다.
차도선은 러일 전쟁 때 공을 세운 뒤 이 지역에서 세력을 떨치고 있던 일진회 회원들을 척결하기로 하였다. 이 사실을 공표하고 일진회 회원을 겸하고 있던 북청군 안산면장을 먼저 살해하였다. 이때부터 일본군과 전투를 벌여 여러 차례 타격을 주었다.
1908년에 일본군은 귀순 공작을 펴 차도선과 태양욱을 사로잡았다. 차도선은 귀순하는 형식이라 살아남았으며, 끝까지 저항한 태양욱은 살해되었다. 태양욱이 살해된 후 차도선은 탈출하여 홍범도의 부대에 합류하였으나, 전세가 불리해져 국경을 넘어 망명하게 되었다. 1919년 경까지 러시아 지역에서 무장 부대를 훈련시키며 항일 운동에 종사한 사실이 확인된다.
1962년에 건국훈장 독립장이 추서되었다.

## 참고자료
- 차도선 : 독립유공자 공훈록 - 국가보훈처